# Фелония
Фелония (англ. felony) — понятие в англосаксонской системе права, категория тяжких преступлений в уголовном праве США (ранее также Великобритании, Австралии, Ирландии и Канады), по степени опасности находящихся между государственной изменой и проступком (мисдиминором).

## История термина
Слово фелония происходит от старофранцузского felonie — «зло, предательство, преступление, грех».
Изначально термин появился в Англии в XIV веке во времена феодализма и означал некий поступок, наносивший урон чести, совершённый вассалом по отношению к сеньору или наоборот — сеньором по отношению к вассалу. В то время преступление против чести было серьёзным преступлением и каралось лишением феода, или переходом вассала с его феодом в непосредственную зависимость от высшего сеньора. В своём современном значении этот термин сохранил значение серьёзного преступления.

## Современное употребление
В своей современной интерпретации, присутствующей в законодательстве США (а до недавнего времени — также Великобритании, Австралии, Ирландии и Канады), фелония означает преступление, более тяжёлое, чем проступок (мисдиминор англ. misdemeanour). В частности, фелонией считается государственная измена. Некоторые правонарушения, например, неуплата налога, в зависимости от степени тяжести квалифицируются либо как фелония, либо как мисдиминор.
Различия между фелонией и мисдиминором в американском законодательстве приблизительно соответствуют различиям между преступлением и правонарушением в российском праве, но имеются и особенности. Главная особенность заключается в том, что за мисдиминор в США могут назначить не только штраф, но и в некоторых случаях лишение свободы (но максимальный срок не должен превышать одного года). В российском праве за некоторые виды административных правонарушений также предусмотрено лишение свободы — административный арест сроком до 30 суток.